# ハリシュチャンドラの工場
『ハリシュチャンドラの工場』（ハリシュチャンドラのこうじょう、Harishchandrachi Factory）は、2009年のインドのマラーティー語伝記映画。パレーシュ・モーカーシーが監督を務め、ナンドゥ・マーダヴ、ヴィバーヴァリー・デシュパンデがパールケー夫妻を演じている。ダーダーサーヘブ・パールケーが製作したインド初の長編映画『ハリシュチャンドラ王』の製作秘話を描いた作品で、主に映画製作時に直面した苦労に焦点を当てている。
2010年1月29日にインドで公開され、批評家から高い評価を得た。本作が監督デビュー作となったモーカーシーは、プネー国際映画祭で監督賞を受賞したほか、アカデミー国際長編映画賞インド代表作品に選出された。マラーティー語映画が代表作品に選出されたのは、『Shwaas』に続いて2本目である。

## ストーリー
ダーダーサーヘブ・パールケーによるインド初の長編映画『ハリシュチャンドラ王』製作の舞台裏を描く。

## キャスト
- ダーダーサーヘブ・パールケー - ナンドゥ・マーダヴ（英語版）
- サーラスワティ・パールケー - ヴィバーヴァリー・デシュパンデ（英語版）
- トリンバク・B・テラング（英語版） - サンディープ・パータク（英語版）
- 聾唖（ろうあ）の俳優 - バールチャンドラ・カダム（英語版）
- 弁護士 - サティーシュ・アレカル（英語版）（特別出演）
- パールシー - ジーテンドラ・ジョーシー（英語版）（特別出演）
- 教師 - リシケーシュ・ジョーシー（英語版）（特別出演）
- 大工 - プラヴィン・タールデー（英語版）
- 娼婦の母親 - ヴィシャカー・スベダル（英語版）

## 受賞・ノミネート
| 年   | 映画賞                                               | 部門                               | 対象                               | 結果 | 出典   |
| ---- | ---------------------------------------------------- | ---------------------------------- | ---------------------------------- | ---- | ------ |
| 2008 | 第56回国家映画賞                                     | マラーティー語長編映画賞           | 『ハリシュチャンドラの工場』       | 受賞 | [ 6 ]  |
| 2008 | SIGNS:ジョン・エイブラハム賞                         | 長編映画賞                         | 『ハリシュチャンドラの工場』       | 受賞 | [ 7 ]  |
| 2009 | アフマダーバード国際映画祭                           | 長編映画賞                         | 『ハリシュチャンドラの工場』       | 受賞 | [ 8 ]  |
| 2009 | 第18回アラヴィンダン賞                               | 新人監督賞                         | パレーシュ・モーカーシー           | 受賞 | [ 9 ]  |
| 2009 | バーラサーヘブ・サルポトダール賞                     | 長編映画賞                         | 『ハリシュチャンドラの工場』       | 受賞 | [ 10 ] |
| 2009 | ゴーラプディ・シュリニヴァス賞                       | 新人監督賞                         | パレーシュ・モーカーシー           | 受賞 | [ 11 ] |
| 2009 | 第14回ケララ国際映画祭                               | ハーサン・クッティ賞（新人監督賞） | 『ハリシュチャンドラの工場』       | 受賞 | [ 12 ] |
| 2009 | 第82回アカデミー賞                                   | アカデミー国際長編映画賞           | 『ハリシュチャンドラの工場』       | 落選 | [ 13 ] |
| 2009 | 第1回コールハープル国際映画祭                        | 観客賞                             | 『ハリシュチャンドラの工場』       | 受賞 | [ 14 ] |
| 2009 | 第46回マハーラーシュトラ州映画賞                     | 長編映画賞                         | 『ハリシュチャンドラの工場』       | 受賞 | [ 15 ] |
| 2009 | 第46回マハーラーシュトラ州映画賞                     | 監督賞                             | パレーシュ・モーカーシー           | 受賞 | [ 15 ] |
| 2009 | 第46回マハーラーシュトラ州映画賞                     | 美術監督賞                         | ニティン・チャンドラカント・デサイ | 受賞 | [ 15 ] |
| 2009 | マラーティー国際映画・演劇賞                         | 脚本賞                             | パレーシュ・モーカーシー           | 受賞 | [ 16 ] |
| 2009 | プネー国際映画祭                                     | マラーティー語映画部門監督賞       | パレーシュ・モーカーシー           | 受賞 | [ 17 ] |
| 2010 | インディアン・フィルム・フェスティバル・ロサンゼルス | 観客賞                             | 『ハリシュチャンドラの工場』       | 受賞 | [ 18 ] |